# تمرير متسلسل
التمرير المتسلسل أو الإمرار السلسلي (بالإنجليزية: Serial passage)‏ هي عملية تنمية كائن دقيق (بكتيريا أو فيروس) مرات متعددة، تحت ظروف محددة في بيئة جديدة على الكائن الدقيق. على سبيل المثال، يمكن أن يُنمّى فيروسٌ في بيئة واحدة ثم يؤخذ جزء من مجموعة الفيروسات هذه وتوضع في بيئة جديدة، وتُكرّر هذه العملية عدة مرات حسب الرغبة، ثم يُدرس المنتج النهائي غالبا بالمقارنة مع الفيروس الأصلي.
تُجرى تجارب الانتقال الميسّر هذه عادة في المختبرات، لأنه من المهم علميا مراقبة كيفية تطور الفيروس أو البكتيريا التي يتم تمريرها خلال مختلف مراحل التجربة. على وجه الخصوص، يمكن أن يكون التمرير المتسلسل مفيدا في الدراسات التي تسعى إلى تغيير حدة الفيروس أو مسببات الأمراض الأخرى. وإحدى نتائج تلك الدراسات هو أن التمرير المتسلسل يمكن أن يكون مفيدا في تطوير اللقاحات، حيث يمكن للعلماء تطبيقه لإنشاء سلالات من مسببات الأمراض منخفضة الحدة تسبب توليد مناعة مماثل للسلالة الأصلية. يمكن أن ينتج عن تجارب التمرير المتسلسل أيضا سلالات أكثر قابلية للانتقال، كما تم إثباته من تمرير فيروس إنفلونزا أ إتش 5 إن 1 في ابن مقرض.

## فهم كيفية انتقال الفيروسات بين الأنواع
إحدى الاستخدامات الأخرى للتمرير المتسلسل هو فهم كيفية تكيف مسببات الأمراض مع الأنواع الجديدة التي تستضيفها. من خلال إدخال مُمْرِض في نوع مضيف جديد وإجراء تمرير متسلسل، يمكن للعلماء ملاحظة تكيف الممراض مع مضيفه الجديد وتحديد الطفرات التي تسمح بهذا التكيف.